# آرنه بروستا
آرنه بروستا (نروژی: Arne Brustad; ۱۴ آوریل ۱۹۱۲ – ۲۲ اوت ۱۹۸۷) بازیکن فوتبال اهل نروژ بود.
از باشگاه‌هایی که در آن بازی کرده‌است می‌توان به باشگاه فوتبال لین اشاره کرد.
وی همچنین در تیم ملی فوتبال نروژ بازی کرده‌است.
وی در مسابقات کشوری و بین‌المللی در مجموع برندهٔ ۱ مدال برنز شده‌است.